# 新泉浩司
新泉 浩司（にいいずみ こうじ、1977年10月20日 - ）は、日本のプロレスラー。

## 経歴
2005年3月21日、プロレスリング華☆激さざんぴあ博多多目的ホール大会の対アステカ戦でデビュー。
2009年10月11日、さざんぴあ博多多目的ホールでプロデュース大会「GT-R〜革命〜」を開催。
2013年4月29日、さざんぴあ博多多目的ホールでプロデュース大会「GT-R PROJECT大会」を開催。
2016年6月18日、さざんぴあ博多多目的ホールでプロデュース大会「GT-R PROJECT大会〜I believe in future〜」を開催。
2017年7月22日、さざんぴあ博多多目的ホールでプロデュース大会「GT-R PROJECT大会〜never give up〜」を開催。

## 得意技
GTドライバー
ノーザンライトボムと同型。
エメラルドフロウジョン
ランニングエルボー
バズソーキック
仰向けになった相手の上半身を起こして相手の左側頭部を振り抜いた右足の甲で蹴り飛ばす。
各種キック

## 入場曲
- Hearts on Fire

## タイトル歴
- 博多ライトヘビー級王座
- 博多タッグ王座
- 篠栗88タッグ王座
- 九州無差別級王座
- WOW世界ヘビー級王座